# خربة دوستري

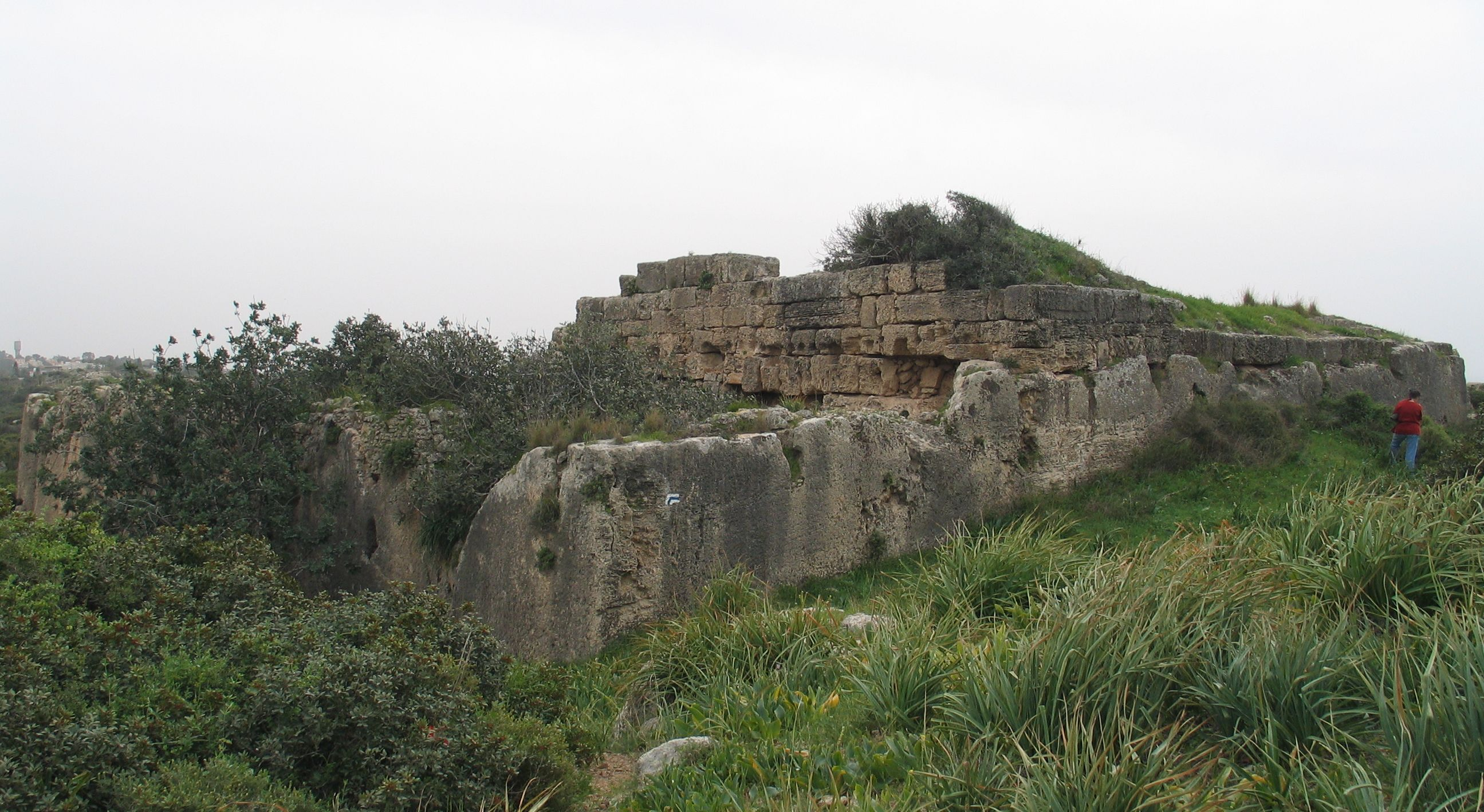
قلعة دوستري

خربة دوستري (الاسم الأصلي : Le Destroit المعروفة أيضًا باسم ديستريكتوم (Districtum) أو خربة قارتا أو خربة كارتا) هي قلعة مدمرة من العصور الوسطى، بناها الصليبيون في أوائل القرن الثاني عشر ميلادي . تقع خربة هذه القلعة بالقرب من بلدة عتليت بإسرائيل.

## التاريخ
يمر الطريق الساحلي بالقرب من بلدة عتليت، عبر ممر ضيق في الصخر، الأمر الذي كان يجعله موقعًا مثاليًا للسرقة ولنصب كمين للحجاج والمسافرين الآخرين. في عام 1103 ، أصيب بالدوين الأول بجروح نتيجة هجوم من قبل لصوص في تلك المنطقة. تم بناء قلعة البرج لحماية هؤلاء المسافرين، وقد كانت تقع على سلسلة من التلال فوق الممر؛ على الجانب الشرقي من شبه الجزيرة في عتليت.
عسكر الجيش الذي كان بقيادة ريتشارد الأول ملك إنجلترا في القلعة بعد حصار عكا في عام 1191. ومع ذلك، عندما تم الانتهاء من بناء قلعة عتليت التي كانت أكبر حجما في عام 1218، تم تفكيك قلعة دوستري من قبل الصليبيين بحيث أن لا يتمكن أعدائهم من المسلمين من استخدامها كموقع تحضير وانطلاق لهجوم على القلعة الرئيسية. اليوم، يمكن رؤية منصة القلعة واسطبلاتها وخندقها، المحفورة في صخر من الحجر الرملي.